# جوزيف فاي
جوزيف فاي (بالإنجليزية: Joseph Fay)‏ هو سياسي أمريكي، ولد في 11 سبتمبر 1753 في الولايات المتحدة، وتوفي في 26 أكتوبر 1803 في نيويورك في الولايات المتحدة. انتخب Secretary of State of Vermont ‏ (1778 – 1781).